# Izraelské království
Izraelské království (hebrejsky ממלכת ישראל‎, někdy také „severní království“ oproti „jižnímu“ judskému) byl státní útvar, který existoval dle nejčastěji uváděné datace mezi lety 930–722 př. n. l. převážně v oblasti Samařska (severní území dnešního Izraele) s hlavním městem Samaří. Poznatky o něm jsou založeny na archeologických nálezech a nespolehlivém textu hebrejské bible.
V průběhu 10. století př. n. l. se města na severu horské oblasti rozvíjela, hierarchizovala a využívala blízkosti obchodní stezky vedoucí Jizre'elským údolím. Skutečný stát se však mohl plně rozvinout, až když faraon Šešonk I. zničil města v pobřežní nížině a Jizre'elském údolí a pak se stáhl. Po několika desetiletích konsolidace nastalo za omríovské dynastie období nebývalého rozvoje (884–842), jež se vyznačovalo výstavbou mohutných městských opevnění (Samaří, Megido) a územní expanzí.
Roku 842 však do Izraelského království vtrhl panovník sousedního království Aram-Damašek, osvobodil kanaánské obyvatelstvo v nížinatých oblastech a podpořil státní převrat v Izraelském království. Aram-Damašek však byl záhy podmaněn vzmáhající se Asýrií, což přineslo Izraelskému království jisté ulehčení a nové období rozvoje, byť i izraelský panovník musel platit Asýrii tribut. V polovině 8. století př. n. l. však Izraelské království zasáhly mocenské boje, čehož asyrský panovník využil a ve dvou taženích (735–732 a 722) je dobyl.

## Prameny
Představy o izraelském království dlouhou dobu vycházely z textu První a Druhé knihy královské, které tvrdí, že izraelské království vzniklo po Šalomounově smrti odtrhnutím od jižního judského království a celé dějiny severního království se pak odehrávaly ve znamení modloslužby, hříchu a celkového úpadku. Popis vlády jednotlivých králů je většinou velmi strohý a téměř každého panovníka hodnotí slovy: „Dopouštěl se toho, co je zlé v Hospodinových očích, jak se toho dopouštěli jeho otcové.“ Po několika varováních pak nakonec Bůh na izraelské království seslal trest v podobě Asyřanů, kteří království vyvrátili.
Biblický text však vznikl až později (v době babylonském zajetí) a jeho smysl byl teologický výklad historie, nikoli záznam skutečných událostí. Dřívější biblická archeologie se snažila hledat důkazy pro biblické příběhy nebo je uvádět do souladu, kritičtí badatelé jako např. Israel Finkelstein jsou k biblickému textu skeptičtí a snaží se rané židovské dějiny popsat především na základě archeologických nálezů. Podle nich jsou počátky izraelské království zakladatelským mýtem, vzniklo až později a nebylo dobou stagnace či úpadku, ale dobou výstavby velkých měst a pevností. Takto pojaté dějiny vyvolávají odpor náboženských fundamentalistů, konzervativních biblických historiků i obhájců starobylé státnosti Izraele.
Důležitým pramenem je zejména plošný výzkum vysočiny, který v 60. letech 20. století provedl Jochanan Aharoni, vykopávky v Megidu, Samaří a dalších městech a pevnostech, egyptské nápisy (zejména v Karnaku) a asyrské prameny.

## Dějiny izraelského království

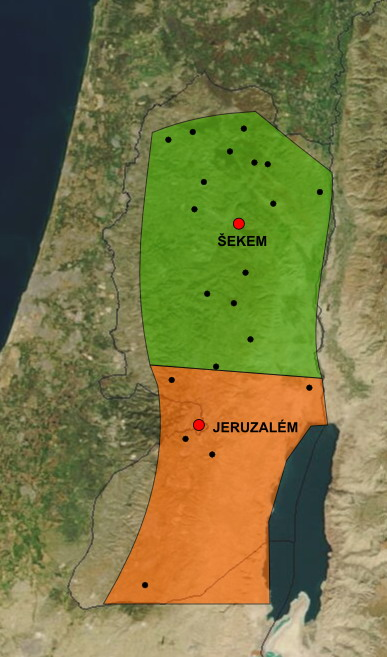
Šekemské a jeruzalémské království ve 14. stol.

### Osídlení a první státy na severu vysočiny
Obyvatelé vysočiny střídali dle nutnosti pastevecký a usedlý život. V době rozkvětu kanaánských měst v západní přímořské nížině mohli s těmito městy obchodovat, když se však tato města dostala do krize, byli pastevci nuceni si zemědělské plodiny produkovat sami. Pěstitelství s sebou samozřejmě neslo i nutnost usazení se. První sídla tak vznikla ve starší době bronzové (3500-2200 př. n. l.), pak většina zanikla, protože obyvatelstvo spolu se svými stády kočovalo po oblasti. Další přechodná vlna osídlení proběhla ve střední době bronzové (2000–1550), až se nakonec po krizi kanaanských měst ve 12. století př. n. l., způsobené přílivem mořských národů, obyvatelstvo horské oblasti usadilo trvale.
Zmínky o osídlení severu této horské oblasti pocházejí z Egypta – na nápise 19. století př. n. l. je zmíněn Šekem, v el-amarnské korespondenci ze 14. století př. n. l. se dokonce mluví o Šekemu jako o městském státu.

### Vznik izraelského království
Ke konci 10. století př. n. l. jsou již sídla na severu vysočiny rozvinutá a hierarchizovaná. Na rozdíl od biblického vyprávění chybí jakákoli archeologická stopa, že by sever vysočiny snad někdy spadal pod vládu Jeruzaléma. Izrael měl na rozdíl od zaostalého Judska k rozvoji mnohem lepší předpoklady – na sever od vysočiny se nachází úrodné Jizre'elské údolí, kudy procházela důležitá obchodní stezka mezi Asýrií, Egyptem a Foinikií.
Podnětem k rozvoji království se stalo tažení faraona Šešonka I. (biblický Šíšak), který v 2. polovině 10. století př. n. l. vyplenil kanaanská města v Jizre'elském údolí a vrátil se zpět s kořistí do Egypta. Rodícímu se izraelskému království se tak naskytla příležitost obsadit celkem snadno zdecimovaná města v tomto údolí. Okolo roku 900 př. n. l. se tak v dnešním severním Izraeli nacházel plně rozvinutý stát s vrstvou úředníků, veřejnými stavbami a zahraničním obchodem.
O prvních panovnících toho příliš známo není. Bible sice vládu prvních králů (Jarobeám I., Nádab, Baeša, Éla a Zimrí) stručně popisuje, historická hodnota této výpovědi je však vcelku malá, místy dokonce prokazatelně zavádějící. Že to však bylo období nestabilní a plné převratů, není nepravděpodobné.

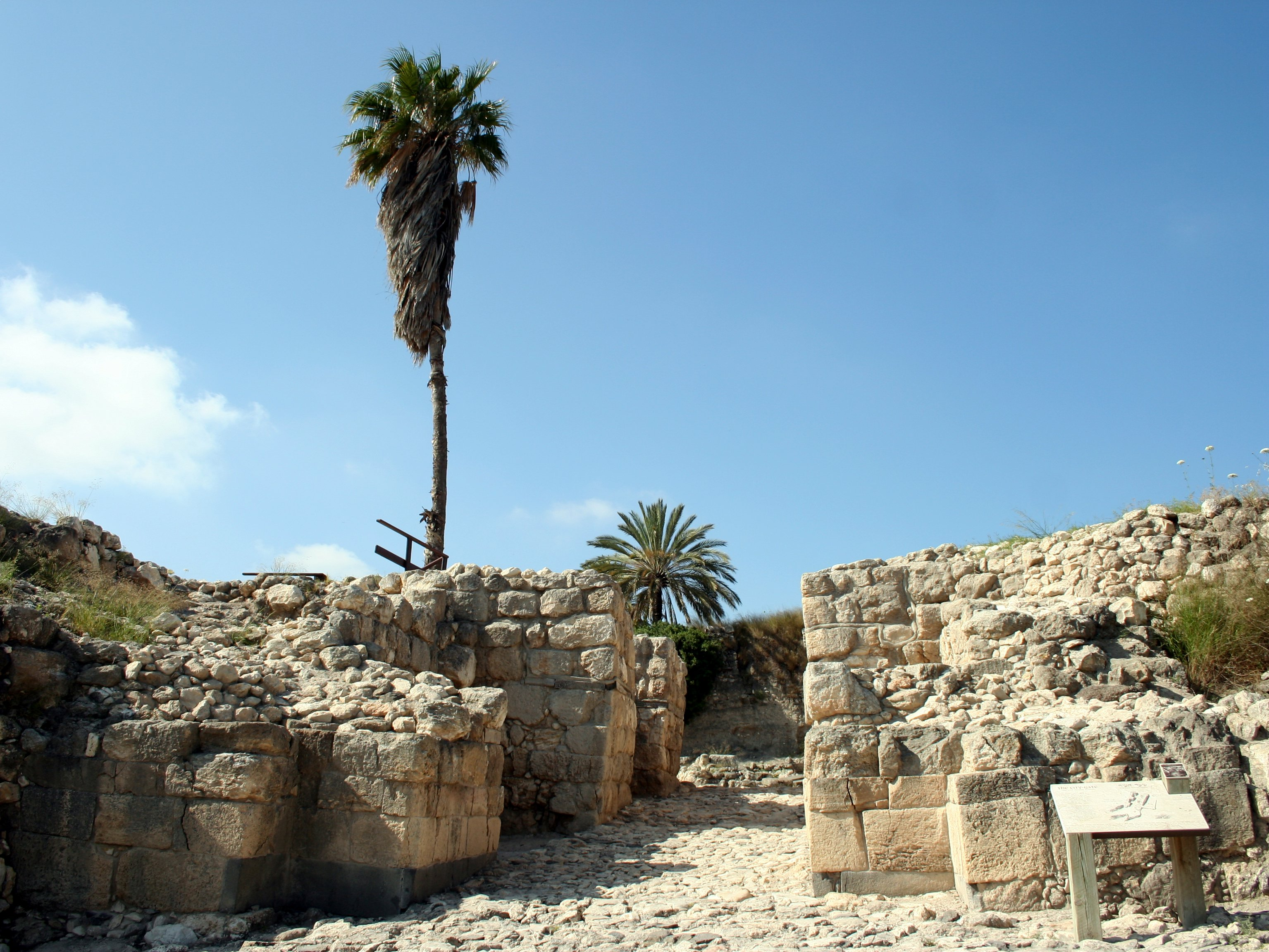
Zbytek šestikomorové brány v Megidu

### Omríjovská dynastie
Okolo roku 884 se však k moci dostal Omrí, za jehož vlády izraelské království zažilo nebývalý rozkvět. Za vlády Omrího (884–873 př. n. l.) a jeho syna Achaba (873–852 př. n. l.) probíhala v království mohutná stavební činnost. V Megidu byla vybudována pevnost s mohutnými kasematovými hradbami a tehdy typickou šestikomorovou branou. Sídlem panovníka se stalo nově založené město Samaří – nejprve byly vystavěny kasematové hradby obdélníkového půdorysu, celý prostor byl zavezen zeminou a na takto vytvořené obrovské plošině bylo postaveno město samotné. V paláci se nacházely bohaté slonovinové řezby. Podobné stavby po celém království měly zastrašit nejen okolní státy, ale také obyvatelstvo samotného izraelského království, zejména jeho kanaanské obyvatele.
Izraelské království bylo v této době nejsilnější regionální mocností, o čemž svědčí i to, že Achab stanul roku 853 v bitvě u Karkaru v čele kanaanské koalice proti asyrskému králi Salmanassarovi III. Během vlády Omríjovců dokonce došlo k rozšíření izraelského království na východ, když uplatňovali svou nadvládu nad Damaškem a Moábem.
Pro biblistu však Omríjovci byli nejhříšnější v celých dějinách izraelského království. Bible vytýká těmto králům zejména pohanskou manželku a kritizuje sociální nespravedlnost té doby – zdůrazňuje působení proroka Elijáše a Elíši. Pro pisatele Bible však bylo nepochopitelné, jak se mohlo tak hříšnému království dařit, a tak veškeré úspěchy Omríjovců zatajuje a např. výstavbu Megida připisuje Šalomounovi.

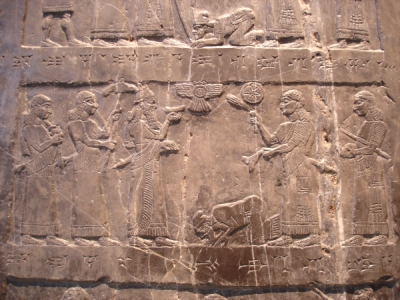
Černý obelisk: Jehú se hluboko sklání před Salmanassarem III.

### Vpád Aramu
Po Achabově smrti však začala sláva izraelského království pohasínat. Achabův syn Achazjáš (852–851) se smrtelně zranil, když propadl mříží ve svém pokojíku. Za vlády jeho bratra Jórama (851–842 př. n. l.) vpadl do Izraele Chazael, král Aram-Damašku, který ovládl strategická místa v pohraničí, vyplenil úrodné oblasti na severu a zničil mnohá města, z nichž některá se z této rány již nevzpamatovala.
Během aramejského vpádu navíc vyvolal Jehú, jeden z Jóramových vojenských velitelů, státní převrat, při kterém byl Jóram zavražděn. Je možné, že Jehú byl nástrojem asyrské velmocenské politiky, protože na Salmanassarově černém obelisku je Jehú vyobrazen, jak se před asyrským králem sklání až k zemi. Jehúovy vazby na okolní velmoci nejsou však zcela jasné, protože Chazael na nápisu z města Dan tvrdí, že Jórama zabil on (Jehúovou rukou).
Každopádně Aramejci své tažení brali jako osvobození severoizraelského aramejského (resp. kanaanského) obyvatelstva. Hodlali si proto obsazená území ponechat, a tak na tomto území začali budovat své pevnosti. Od Izraele se navíc odtrhl Moáb, čímž se moábský král Méša na své stéle náležitě chlubí.

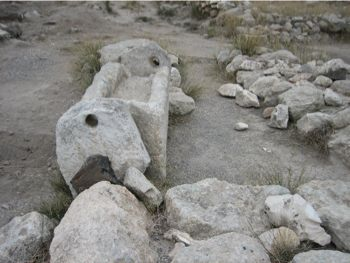
Jeden ze žlabů pro napájení koní nalezený v Megidu

### Nový vzestup
Aramejci se však ze svého zisku netěšili příliš dlouho. Roku 811 př. n. l. se po období zmatků dostává v Asýrii k moci Adad-nárárí III., který znovu zahájil expanzi na západ. Pro izraelské království to dočasně znamenalo značnou úlevu, protože Aramejci se museli z izraelského území stáhnout, aby bránili své hranice proti Asyřanům. Ve svém boji však Aramejci byli neúspěšní, Damašek byl dobyt a Aramejci museli Asýrii odvádět tribut.
Izraelští králové si dobře spočítali, že nejlepší cestou bude pokračovat v poslušném vazalství Asýrii. Izraeli se tak za vlády Jóachaze, Jóaše a zejména Jarobeáma II. (788–747 př. n. l.) znovu dostala možnost obsadit úrodný sever. A nejen to, izraelské království ze spojenectví s Asýrií, byť nerovného, nebývale těžilo: v té době je doložen velký nárůst obyvatelstva, obnova pevností a hlavně čilá hospodářská aktivita – Izrael exportoval velké množství olivového oleje do Egypta a Asýrie. Dalším exportním zbožím byli koně, kteří byli ustájeni ve velkých stájích v Megidu.
Velký hosporářský rozmach však s sebou nesl i stinné stránky – růst sociálních rozporů a mravní zkaženost aristokracie, což se stalo předmětem kritiky proroka Ámose a Ozeáše.

### Zánik izraelského království
Po smrti Jarobeáma II. se však v království rozpoutal boj o moc a rychlé střídání králů, čehož asyrský král Tiglatpilesar III. využil a zahájil tažení na západ. Izraelský král Pekach (735–732 př. n. l.) sice vytvořil koalici s Damaškem a pelištejskými městy, avšak očekávaná egyptská pomoc nepřišla a sever izraelského království byl Asyřany snadno obsazen a rozdělen na tři provincie: Dor, Megido a Gileád. Obyvatelstvo z tohoto území pak bylo přesidlováno do nejrůznějších koutů asyrské říše, kde nakonec splynulo s původním obyvatelstvem. Izraeli zůstalo jen Samaří.
Poslední král Hóšea (732–724 př. n. l.) po Tiglatpilesarově smrti tajně navázal spojení s Egyptem, avšak toto vyjednávání bylo prozrazeno. Salmanassar V. neváhal zbytek izraelského království potrestat a po tříletém obléhání Samaří roku 722 př. n. l. padlo (podle některých pramenů město dobyl až následující rok Sargon II.). I ze Samaří byla část obyvatelstva deportována a na území Izraele naopak přišli Asyřané. Celkově bylo z území izraelského království odvedeno asi 40 000 lidí, tj. 20 % obyvatelstva. Stopy po tomto obyvatelstvu zmizely, zbyla po nich jen legenda o deseti ztracených izraelských kmenech.

## Přehled izraelských králů
| Doba vlády | Jméno                | Poznámky                  |
| ---------- | -------------------- | ------------------------- |
| 931–909    | Jarobeám I. (ירבעם)  |                           |
| 909–908    | Nádab (נדב)          |                           |
| 908–885    | Baeša (בעשא)         |                           |
| 885–884    | Éla (אלה)            |                           |
| 884        | Zimrí (זמרי)         |                           |
| 884–873    | Omrí (עמרי)          | 884–880 souvládí s Tibním |
| 873–852    | Achab (אחאב)         |                           |
| 852–851    | Achazjáš (אחזיהו)    |                           |
| 851–842    | Jóram (יורם)         |                           |
| 842–814    | Jehú (יהוא)          |                           |
| 817–800    | Jóachaz (יהואחז)     | 817–814 souvládí s otcem  |
| 800–784    | Jóaš (יואש)          |                           |
| 788–747    | Jarobeám II. (ירבעם) | 788–784 souvládí s otcem  |
| 747        | Zekarjáš (זכריה)     |                           |
| 747        | Šalúm (שלם)          |                           |
| 747–737    | Menachém (מנחם)      |                           |
| 737–735    | Pekachjáš (פקחיה)    |                           |
| 735–732    | Pekach (פקח)         |                           |
| 732–724    | Hóšea (הושע)         |                           |